# Bordeaux Rock
Bordeaux Rock et un festival de musique rock créé en 2004 par l’association Bordeaux Rock. Il a lieu chaque année à Bordeaux pendant le mois de janvier. Créé afin de mettre en valeur la scène indépendante et rock bordelaise, la programmation est composée d’artistes locaux mais aussi d'artistes internationaux. 
Chaque année, le festival se déroule dans différents lieux de la ville: des bars et clubs (L'Avant Scène, le VOID...), l'iBoat, La Salle des Fêtes du Grand Parc, le tiers-lieu Reine Cargo, etc.

## Historique
L'association Bordeaux Rock a été créée, dans un premier temps, afin de célébrer la scène rock bordelaise des années 1980. L'association œuvrait alors en tant que label et sortait des compilations retraçant l'histoire du rock à Bordeaux. Le festival était, dans un premier temps, un moyen de fêter la sortie de ces compilations en invitant les groupes mis à l'honneur.

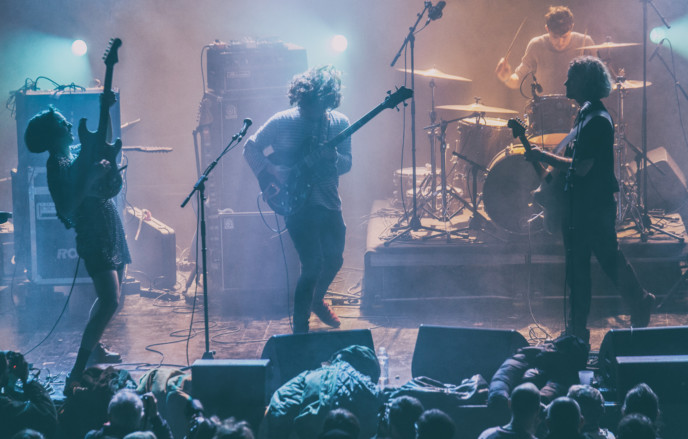
Th Da Freak lors de l'édition 2019

Aujourd'hui, le festival Bordeaux Rock est devenu un évènement important dans le paysage culturel bordelais, en réunissant plus de 5 000 spectateurs en 2019. 

## Programmation
Le Rock en ville est une soirée traditionnelle du festival qui a lieu tous les ans dans plusieurs bars à concerts du quartier Saint-Michel. Cette soirée est consacrée à la scène locale et sont programmés chaque année une vingtaine de groupes bordelais du moment. Tous les styles se côtoient durant cette soirée : rock, pop, punk, folk etc. Ainsi, des artistes comme TH Da Freak, Queen of the Meadow, Cosmopaark ou encore Ad Patres ont été programmés lors de cette soirée.
Le festival programme également des artistes de renommée internationale tels que Ride et Nitzer Ebb en 2020 ou encore Peter Hook and the Light et Thurston Moore Group en 2019. 
Ils ont aussi joué au festival : Aline, Andy Butler (Hercules & Love Affair), Kele Okereke (Bloc Party), Jacco Gardner, Cass McCombs, White Fence, Rendez-Vous, Bertrand Burgalat, Dani...  
En 2020, Bordeaux Rock a également accueilli une conférence sur le post-punk et la new wave ainsi qu'une projection d'un film sur Joy Division.